# Лишин, Николай Григорьевич
Николай Григорьевич Лишин (30 сентября (12 октября) 1856 — 16 апреля 1923, Югославия) — русский морской офицер, капитан 1-го ранга, участник Цусимского сражения.

## Биография
Происходил из потомственных дворян Херсонской губернии. Родился 30 сентября (12 октября) 1856 года; сын генерал-лейтенанта Григория Николаевича Лишина и его жены Антонины Николаевны (ур. Эрдели)
- 15 сентября 1872 — поступил в Морское училище.
- 1873 — поступил на действительную службу.
- 1 мая 1876 — гардемарин.
- 30 августа 1877 — мичман, переведён на Черноморский флот. Участвовал в русско-турецкой войне.
- 2 января 1880 — в составе 5-го флотского экипажа.
- 21 октября 1881 — окончил курсы в составе Учебного артиллерийского отряда с правом занимать должность старшего артиллерийского офицера. 1 января 1882 года произведён в чин лейтенанта.
- прикомандирован к судам Учебного артиллерийского отряда.
- Командир 3-й роты броненосца береговой обороны «Русалка».
- Преподаватель артиллерийского офицерского класса.
- Учитель комендорской школы.
- 30 мая 1884 — батарейный командир фрегата «Генерал-Адмирал».
- 30 сентября 1885 — заведующий приборами гальванической стрельбы на фрегате «Генерал-Адмирал».
- 17 января 1886 — командир 2-й роты фрегата «Генерал-Адмирал».
- 1 июня 1886 — 8 апреля 1888 — артиллерийский офицер эскадренного броненосца «Пётр Великий».
- 13 октября 1888 — старший артиллерийский офицер эскадренного броненосца «Пётр Великий».
- 8 мая 1889 — старший артиллерийский офицер броненосного крейсера «Владимир Мономах» с переводом в 4-й флотский экипаж.
- 31 мая 1891 — 12 апреля 1892 — Флагманский артиллерийский офицер штаба командующего эскадрой Тихого океана.
- 1 января 1893 — старший офицер броненосца береговой обороны «Вещун».
- 21 мая 1893 — член приёмной корабельной комиссии по кораблестроительной и минной части.
- 1 января 1894—1896 — Старший офицер эскадренного броненосца «Император Александр II».
- 17 апреля 1894 — Капитан 2-го ранга.
- член Морского суда при Кронштадтском порте.
- 9 мая 1896 — Врио командира транспорта «Артельщик».
- 1896 — старший офицер канонерской лодки «Кореец»
- 1896 — окончил военно-морской курс Николаевской Морской академии.
- 29 июля 1896 — старший офицер крейсера «Адмирал Корнилов».
- 1897 — старший офицер броненосца береговой обороны «Вещун».
- 22 сентября 1897 — Командир канонерской лодки «Снег».
- 6 декабря 1897 — Командир канонерской лодки «Дождь»
- 6 декабря 1898—1899 — Командир канонерской лодки «Гроза».
- 6 декабря 1899—1901 — Командир минного крейсера «Воевода».
- 6 декабря 1901 — 17 декабря 1902 — Командир броненосца береговой обороны «Адмирал Грейг».
- 6 декабря 1902 — капитан 1-го ранга.
- 6 апреля 1903 — Командир броненосца береговой обороны «Генерал-адмирал Апраксин».
- 1904—1905 — Участник Цусимского похода и сражения.
- 15 мая 1905 — сдал корабль противнику в составе отряда контр-адмирала Н. И. Небогатова.
- 22 августа 1905 — уволен со службы с лишением всех чинов и наград. Отбывал наказание в Петербургской (Петропавловской) крепости.
- Март 1908 — переведён в тюрьму Варшавской крепости.
- 1909 — освобождён в числе командиров, осужденных по «Цусимскому делу».

В 1914 году пошел на фронт рядовым добровольцем. Дослужился до чина фейерверкера 2-го дивизиона 4-й тяжелой артиллерийской бригады. В 1915 г. при смотре император Николай II заметил седобородого солдата с наградами за храбрость и, узнав, кто это, вернул ему все утраченные по суду ордена с зачислением на службу во флот в чине капитана 1-го ранга. 17 августа 1915 года зачислен во 2-й Балтийский флотский экипаж.

Лишенный чинов, орденов и дворянства, присужденный к 10 годам крепости, бывший капитан Лишин был оставлен даже своей женой. Когда началась Великая война, он подал на Высочайшее имя прошение о разрешении идти на фронт добровольцем — нижним чином. Разрешение было дано. Из крепости вышел седой, состарившийся человек. Он был назначен в Действующую армию — в артиллерию. В бытность на фронте летом 1915 года, Государь заметил необычного вида солдата, на груди которого висел Георгиевский крест IV степени. Узнав, что это бывший капитан 1 ранга Лишин и расспросив о подвигах, за которые ему были даны Георгии, Государь простил Н. Г. и вернул ему все, что было потеряно по суду. Циркуляром ГМШ от 17 авг. 1915 г. за № 507—238 <…> к. 1. р. Николай Лишин был вновь зачислен во 2-й Балтийский флотский экипаж.— Письмо Н. Н. Лишина. Морской журнал. 1928. № 11. С. 39
.
- 22 сентября 1915 — переведён на Черноморский флот.
- ноябрь 1915 — сентябрь 1916 — заведующий оперативной частью тыла Черноморского флота.
- 29 октября 1916 — комендант транспорта № 81 («Экватор»).
- 1917 — участник Белого движения на юге России.
- 20 марта 1920 — эвакуирован из Новороссийска на корабле «Бюргермейстер Шредер».
- Весна 1921 — поселился в Югославии.

Скончался 16 апреля 1923 года в Пожареваце (Югославия). Жена — дочь полковника Варвара Виссарионовна Симонова.

## Отличия
- Памятная медаль за участие в войне с Турцией (1877—1878)
- Орден Святого Станислава II степени (1895)
- Орден Святой Анны II степени (6.12.1901)
- Орден Святого Владимира IV степени (1903) за 20 проведенных на службе компаний
- Георгиевский крест 4 степени № 162650